# 덱스 도쿄 비치

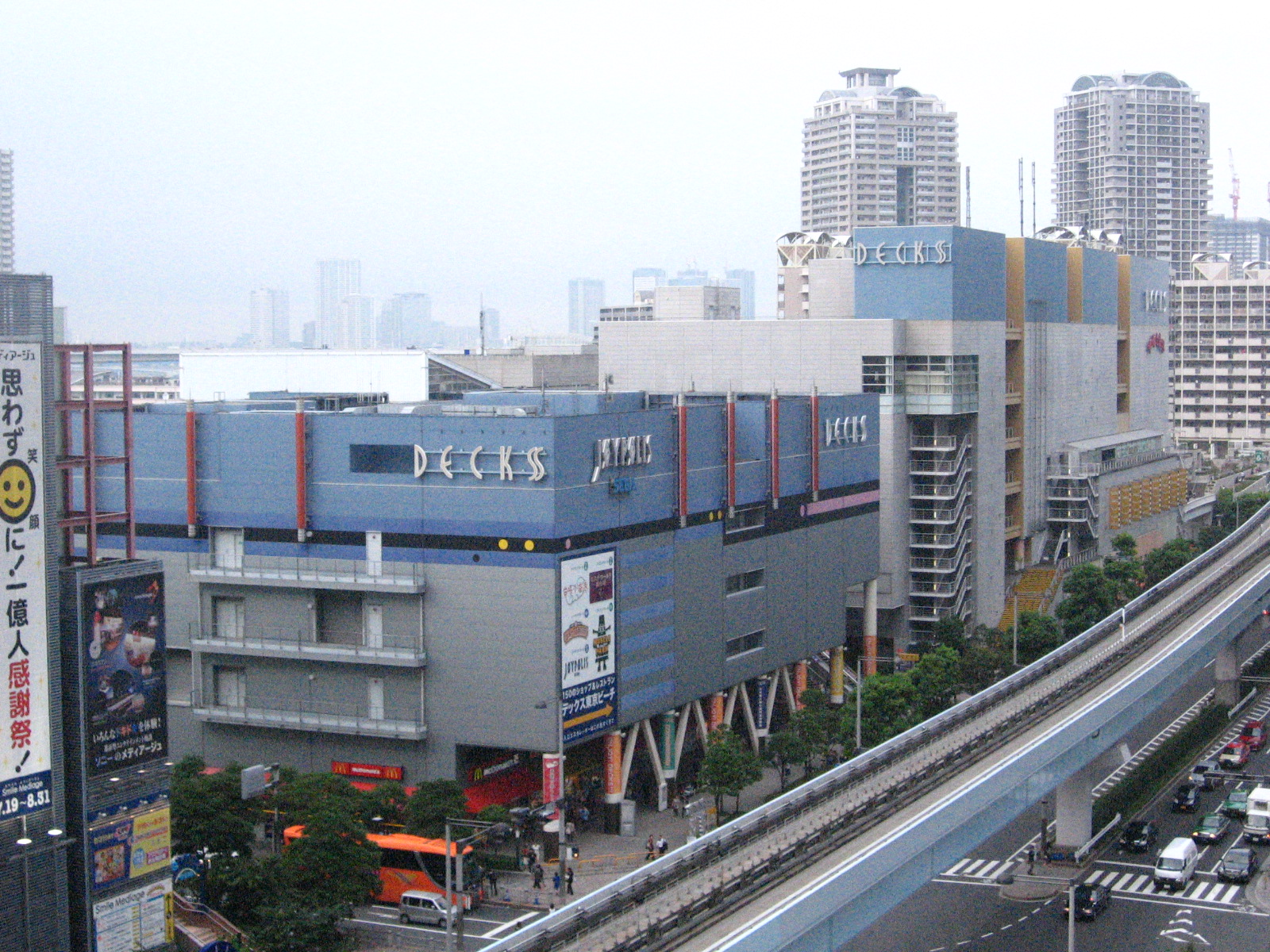
덱스 도쿄 비치

덱스 도쿄 비치(일본어: デックス東京ビーチ)는 일본 도쿄도 미나토구 오다이바에 있는 상업시설이다. 도쿄만의 여객선을 모티브로 설계하였으며, 내에는 150여개의 숍과 레스토랑 등이 입점해있다.
유리카모메가 개통한 후, 오다이바에 세워진 최초의 대형 상업 시설이다. 덱스 도쿄 비치는 스미토모 상사와 스미토모생명보험이 소유하고 있으며, 타이세이건설(大成建設)이 건설했다.

## 다이바 잇쵸메 상점가

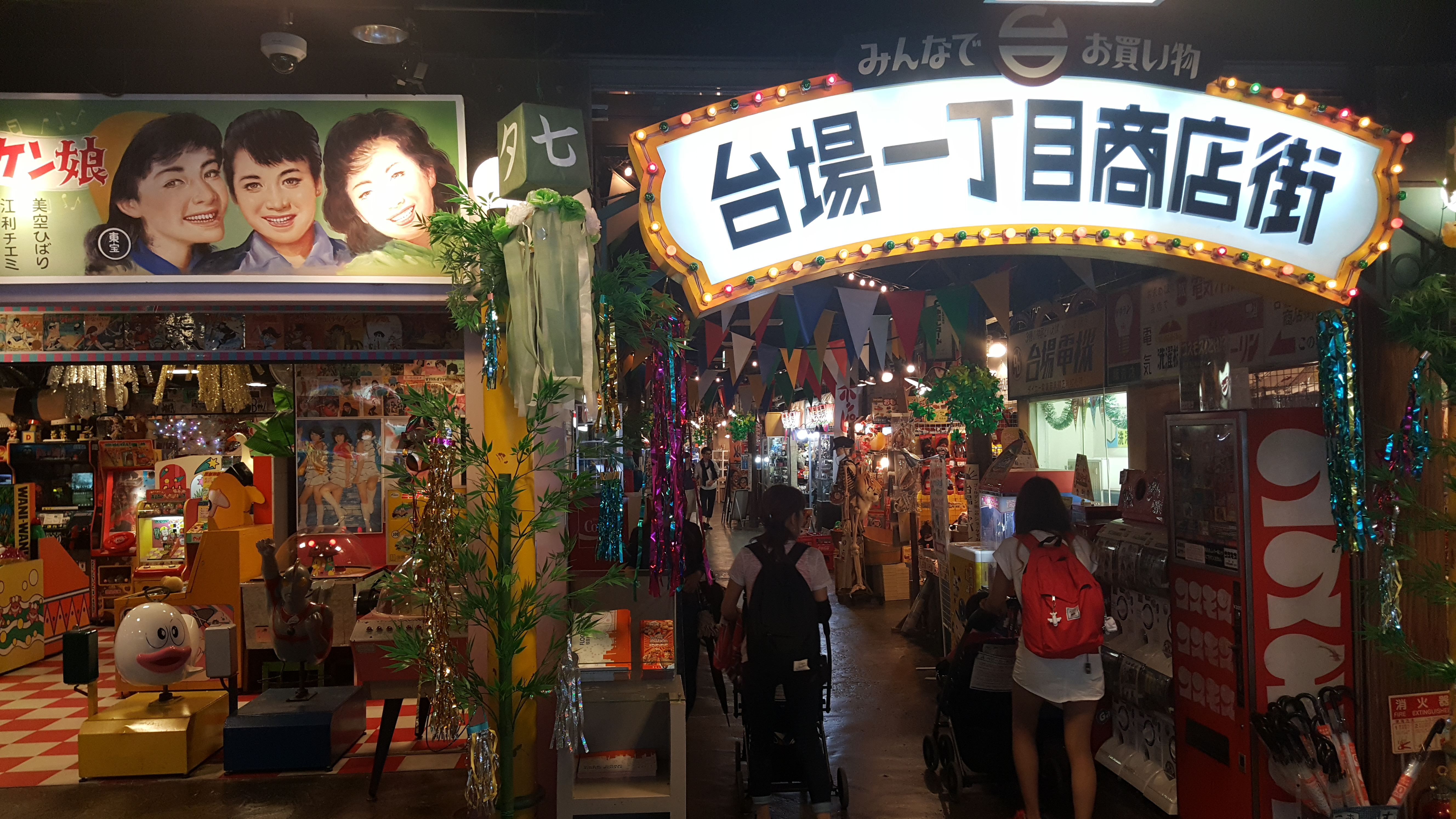
2016년 6월 다이바 잇쵸메 상점가 입구

다이바 잇쵸메 상점가(台場一丁目商店街)는 덱스 도쿄 비치의 씨사이드 몰 4층에 위치한 일본의 옛 거리를 재현한 복고 거리이다.